# 細長腳蛛
細長腳蛛为長腳蛛科長腳蛛屬下的一个种。